# Filmografia Scooby Doo

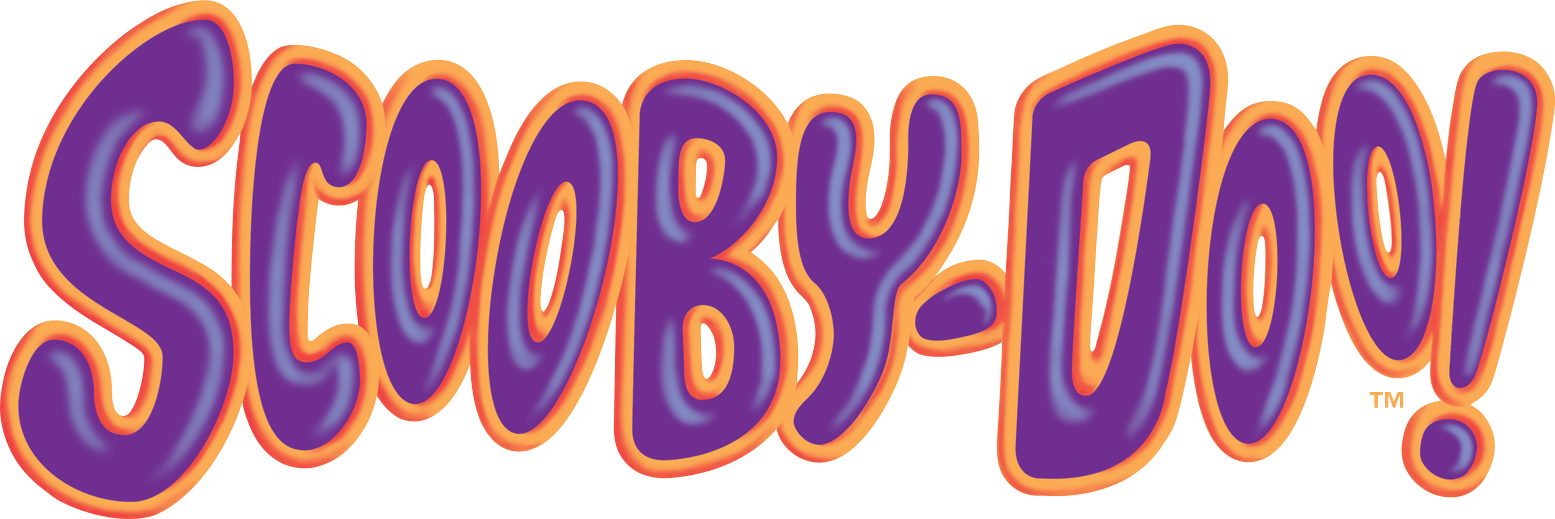
Logo Scooby Doo

Filmografia Scooby Doo – filmografia amerykańskiej franczyzy medialnej Scooby Doo. Lista zawiera informacje o serialach telewizyjnych, filmach i odcinkach specjalnych wchodzących w skład franczyzy, stworzonej w 1969 przez Joego Ruby’ego i Kena Spearsa dla studia Hanna-Barbera. Ich głównymi postaciami są mówiący dog niemiecki Scooby Doo oraz czworo nastolatków: Fred Jones, Daphne Blake, Velma Dinkley i Kudłaty Rogers, a w niektórych programach (głównie w latach 80.) dodatkowo siostrzeniec Scooby’ego, Scrappy Doo. Bohaterowie rozwiązują zagadki kryminalne związane z przestępcami przebranymi za duchy, rzadziej z udziałem zjawisk nadprzyrodzonych.
Lista podzielona jest na:
- seriale animowane,
- filmy pełnometrażowe, w tym:

- animowane,
- aktorskie,
- kukiełkowe,

- odcinki specjalne (nie będące filmami i nie wchodzące w skład seriali),
- filmy krótkometrażowe,
- odcinki crossoverowe, to znaczy odcinki innych seriali, w których wystąpili gościnnie bohaterowie Scooby Doo.

Tabele zawierają informacje o datach premier i typie dystrybucji. Zestawienia seriali przedstawiają informacje o liczbach odcinków i podziałach na sezony. Listy filmów i odcinków specjalnych zawierają streszczenia fabuły.

## Seriale animowane
| Nr | Tytuł                           | Tytuł oryginalny                    | Liczba odcinków | Sezon | Pierwsza emisja w Stanach Zjednoczonych | Pierwsza emisja w Stanach Zjednoczonych | Pierwsza emisja w Stanach Zjednoczonych |
| Nr | Tytuł                           | Tytuł oryginalny                    | Liczba odcinków | Sezon | Premiera sezonu                         | Finał sezonu                            | Stacja telewizyjna / platforma          |
| -- | ------------------------------- | ----------------------------------- | --------------- | ----- | --------------------------------------- | --------------------------------------- | --------------------------------------- |
| 1  | Scooby Doo, gdzie jesteś?       | Scooby-Doo, Where Are You!          | 25              | 1     | 13 września 1969(dts)                   | 17 stycznia 1970(dts)                   | CBS                                     |
| 1  | Scooby Doo, gdzie jesteś?       | Scooby-Doo, Where Are You!          | 25              | 2     | 12 września 1970(dts)                   | 31 października 1970(dts)               | CBS                                     |
| 2  | Nowy Scooby Doo                 | The New Scooby-Doo Movies           | 24              | 1     | 9 września 1972(dts)                    | 23 grudnia 1972(dts)                    | CBS                                     |
| 2  | Nowy Scooby Doo                 | The New Scooby-Doo Movies           | 24              | 2     | 8 września 1973(dts)                    | 27 października 1973(dts)               | CBS                                     |
| 3  | Scooby Doo                      | The Scooby-Doo Show                 | 40              | 1     | 11 września 1976(dts)                   | 18 grudnia 1976(dts)                    | ABC                                     |
| 3  | Scooby Doo                      | The Scooby-Doo Show                 | 40              | 2     | 10 września 1977(dts)                   | 29 października 1977(dts)               | ABC                                     |
| 3  | Scooby Doo                      | The Scooby-Doo Show                 | 40              | 3     | 9 września 1978(dts)                    | 23 grudnia 1978(dts)                    | ABC                                     |
| 4  | Scooby i Scrappy Doo            | Scooby-Doo and Scrappy-Doo          | 16              | 1     | 22 września 1979(dts)                   | 5 stycznia 1980(dts)                    | ABC                                     |
| 5  | Scooby i Scrappy Doo            | Scooby-Doo and Scrappy-Doo          | 33              | 1     | 8 listopada 1980(dts)                   | 31 stycznia 1981(dts)                   | ABC                                     |
| 5  | Scooby i Scrappy Doo            | Scooby-Doo and Scrappy-Doo          | 33              | 2     | 19 września 1981(dts)                   | 31 października 1981(dts)               | ABC                                     |
| 5  | Scooby i Scrappy Doo            | Scooby-Doo and Scrappy-Doo          | 33              | 3     | 25 września 1982(dts)                   | 18 grudnia 1982(dts)                    | ABC                                     |
| 6  | Nowy Scooby i Scrappy Doo       | The New Scooby and Scrappy-Doo Show | 26              | 1     | 10 września 1983(dts)                   | 10 grudnia 1983(dts)                    | ABC                                     |
| 6  | Nowe przygody Scooby’ego        | The New Scooby-Doo Mysteries        | 26              | 2     | 8 września 1984(dts)                    | 1 grudnia 1984(dts)                     | ABC                                     |
| 7  | 13 demonów Scooby Doo           | The 13 Ghosts of Scooby-Doo         | 13              | 1     | 7 września 1985(dts)                    | 7 grudnia 1985(dts)                     | ABC                                     |
| 8  | Szczeniak zwany Scooby Doo      | A Pup Named Scooby-Doo              | 27              | 1     | 10 września 1988(dts)                   | 10 grudnia 1988(dts)                    | ABC                                     |
| 8  | Szczeniak zwany Scooby Doo      | A Pup Named Scooby-Doo              | 27              | 2     | 9 września 1989(dts)                    | 4 listopada 1989(dts)                   | ABC                                     |
| 8  | Szczeniak zwany Scooby Doo      | A Pup Named Scooby-Doo              | 27              | 3     | 8 września 1990(dts)                    | 3 listopada 1990(dts)                   | ABC                                     |
| 8  | Szczeniak zwany Scooby Doo      | A Pup Named Scooby-Doo              | 27              | 4     | 3 sierpnia 1991(dts)                    | 17 sierpnia 1991(dts)                   | ABC                                     |
| 9  | Co nowego u Scooby’ego?         | What’s New, Scooby-Doo?             | 42              | 1     | 14 września 2002(dts)                   | 22 marca 2003(dts)                      | The WB                                  |
| 9  | Co nowego u Scooby’ego?         | What’s New, Scooby-Doo?             | 42              | 2     | 13 września 2003(dts)                   | 27 marca 2004(dts)                      | The WB                                  |
| 9  | Co nowego u Scooby’ego?         | What’s New, Scooby-Doo?             | 42              | 3     | 29 stycznia 2005(dts)                   | 21 czerwca 2006(dts)                    | The WB                                  |
| 10 | Kudłaty i Scooby Doo na tropie  | Shaggy & Scooby-Doo Get a Clue!     | 26              | 1     | 23 września 2006(dts)                   | 5 maja 2007(dts)                        | The CW                                  |
| 10 | Kudłaty i Scooby Doo na tropie  | Shaggy & Scooby-Doo Get a Clue!     | 26              | 2     | 22 września 2007(dts)                   | 15 marca 2008(dts)                      | The CW                                  |
| 11 | Scooby Doo i Brygada Detektywów | Scooby-Doo! Mystery Incorporated    | 52              | 1     | 5 kwietnia 2010(dts)                    | 26 lipca 2011(dts)                      | Cartoon Network                         |
| 11 | Scooby Doo i Brygada Detektywów | Scooby-Doo! Mystery Incorporated    | 52              | 2     | 30 lipca 2012(dts)                      | 5 kwietnia 2013(dts)                    | Cartoon Network                         |
| 12 | Wyluzuj, Scooby Doo!            | Be Cool, Scooby-Doo!                | 52              | 1     | 5 października 2015(dts)                | 20 lipca 2017(dts)                      | Cartoon Network / Boomerang             |
| 12 | Wyluzuj, Scooby Doo!            | Be Cool, Scooby-Doo!                | 52              | 2     | 28 września 2017(dts)                   | 18 marca 2018(dts)                      | Boomerang VOD / Boomerang               |
| 13 | Scooby Doo i… zgadnij kto?      | Scooby-Doo and Guess Who?           | 52              | 1     | 27 czerwca 2019(dts)                    | 2 lipca 2020(dts)                       | Boomerang VOD                           |
| 13 | Scooby Doo i… zgadnij kto?      | Scooby-Doo and Guess Who?           | 52              | 2     | 1 października 2020(dts)                | 1 października 2021(dts)                | Boomerang VOD / HBO Max                 |
| 14 | Velma                           | Velma                               | 20              | 1     | 12 stycznia 2023(dts)                   | 9 lutego 2023(dts)                      | HBO Max                                 |
| 14 | Velma                           | Velma                               | 20              | 2     | 25 kwietnia 2024(dts)                   | 25 kwietnia 2024(dts)                   | Max                                     |
| 15 |                                 | Go-Go Mystery Machine               | –               | 1     | –                                       | –                                       | Cartoon Network                         |

## Filmy pełnometrażowe

### Animowane
| Nr | Tytuł                                                      | Tytuł oryginalny                                                   | Typ filmu                | Data premiery        |
| --- | ---------------------------------------------------------- | ------------------------------------------------------------------ | ------------------------ | -------------------- |
| 1 | Scooby Doo i bracia Boo (lub Scooby Doo spotyka braci Boo) | Scooby-Doo Meets the Boo Brothers                                  | telewizyjny              | 18 października 1987 |
| Kudłaty dowiaduje się, że odziedziczył posiadłość po zmarłym wuju. Wraz ze Scoobym i Scrappym Doo udaje się do posesji, która okazuje się być nawiedzona. Przyjaciele zatrudniają troje braci Boo, którzy mają się zająć wytępieniem duchów. |                                                            |                                                                    |                          |                      |
| 2 | Scooby Doo: Szkoła upiorów                                 | Scooby-Doo and the Ghoul School                                    | telewizyjny              | 16 października 1988 |
| Kudłaty zostaje zatrudniony jako nauczyciel wychowania fizycznego w żeńskiej szkole. W szkole, do której przyjeżdża ze Scoobym i Scrappym Doo, uczennicami okazują się być potwory.                                                          |                                                            |                                                                    |                          |                      |
| 3 | Scooby-Doo i oporny wilkołak                               | Scooby-Doo! and the Reluctant Werewolf                             | telewizyjny              | 13 listopada 1988    |
| Drakula zamienia Kudłatego w wilkołaka. Zapowiada, że odczaruje go, jeśli wygra rajd potworów. |                                                            |                                                                    |                          |                      |
| 4 | Scooby Doo i baśnie z tysiąca i jednej nocy                | Scooby-Doo! in Arabian Nights                                      | telewizyjny              | 3 września 1994      |
| Scooby i Kudłaty zostają zatrudnieni na dworze kalifa jako kontrolerzy jedzenia. Chcąc uniknąć odpowiedzialności za zjedzenie całego przeznaczonego dla niego jedzenia opowiadają dwie historie.                                             |                                                            |                                                                    |                          |                      |
| 5 | Scooby Doo na Wyspie Zombie                                | Scooby-Doo on Zombie Island                                        | direct-to-video          | 22 września 1998     |
| Tajemnicza Spółka wyjeżdża na wyspę, by nakręcić reportaż o upiorach. Tam przyjaciele muszą rozwiązać zagadkę zombie. |                                                            |                                                                    |                          |                      |
| 6 | Scooby Doo i duch czarownicy                               | Scooby-Doo! and the Witch’s Ghost                                  | direct-to-video          | 5 października 1999  |
| Tajemnicza Spółka przyjeżdża na zaproszenie autora horrorów do Oakhaven. Tam, jak się okazuje, straszny duch czarownicy. |                                                            |                                                                    |                          |                      |
| 7 | Scooby Doo i najeźdźcy z kosmosu                           | Scooby-Doo and the Alien Invaders                                  | direct-to-video          | 3 października 2000  |
| Tajemnicza Spółka bada sprawę porwań przez kosmitów w Roswell. |                                                            |                                                                    |                          |                      |
| 8 | Scooby Doo i cyberpościg                                   | Scooby-Doo and the Cyber Chase                                     | direct-to-video          | 9 października 2001  |
| Członkowie Tajemniczej Spółki zostają przypadkiem przeniesieni do świata wirtualnego. Aby się z niego wydostać, muszą pokonać potwory w grze.                                                                                                |                                                            |                                                                    |                          |                      |
| 9 | Scooby Doo i legenda wampira                               | Scooby-Doo! and the Legend of the Vampire                          | direct-to-video          | 4 marca 2003         |
| Tajemnicza Spółka przyjeżdża do Australii na festiwal muzyczny. Okazuje się, że jego uczestnicy zostali porwani, a w okolicy straszy wampir.                                                                                                 |                                                            |                                                                    |                          |                      |
| 10 | Scooby Doo i meksykański potwór                            | Scooby-Doo! and the Monster of Mexico                              | direct-to-video          | 30 września 2003     |
| Tajemnicza Spółka świętuje w Meksyku święto zmarłych. Okazuje się, że okolica jest nawiedzona przez Chupacabrę. |                                                            |                                                                    |                          |                      |
| 11 | Scooby Doo i potwór z Loch Ness                            | Scooby-Doo! and the Loch Ness Monster                              | direct-to-video          | 22 czerwca 2004      |
| Tajemnicza Spółka rozwiązuje zagadkę potwora z Loch Ness, który zakłóca doroczny turniej w zamku rodziny Daphne. |                                                            |                                                                    |                          |                      |
| 12 | Aloha, Scooby Doo                                          | Aloha, Scooby-Doo!                                                 | direct-to-video          | 8 lutego 2005        |
| Tajemnicza Spółka wyjeżdża na Hawaje, gdzie duch Wiki Tiki i małe potworki zakłócają lokalny konkurs surfingowy. |                                                            |                                                                    |                          |                      |
| 13 | Scooby Doo na tropie Mumii                                 | Scooby-Doo! in Where’s My Mummy?                                   | direct-to-video          | 13 grudnia 2005      |
| Scooby, Kudłaty, Fred i Daphne odwiedzają w Egipcie Velmę, która pracuje przy wykopaliskach. Wskutek klątwy mumii przebywający w okolicy są zamieniani w kamienne posągi.                                                                    |                                                            |                                                                    |                          |                      |
| 14 | Scooby Doo!: Ahoj piraci!                                  | Scooby-Doo! Pirates Ahoy!                                          | direct-to-video          | 19 września 2006     |
| Tajemnicza Spółka mierzy się z piratami na Trójkącie Bermudzkim, którzy uprowadzili rodziców Freda. |                                                            |                                                                    |                          |                      |
| 15 | Scooby Doo i śnieżny stwór                                 | Chill Out, Scooby-Doo!                                             | direct-to-video          | 4 września 2007      |
| Kudłaty i Scooby przypadkiem lecą w Himalaje, gdzie grasuje yeti. |                                                            |                                                                    |                          |                      |
| 16 | Scooby Doo i król goblinów                                 | Scooby-Doo! and the Goblin King                                    | direct-to-video          | 23 września 2008     |
| W noc Halloween Kudłaty i Scooby dostają zadanie dostać się do magicznego goblinów. Fred, Daphne i Velma muszą uratować porwaną księżniczkę wróżek.                                                                                          |                                                            |                                                                    |                          |                      |
| 17 | Scooby Doo i miecz samuraja                                | Scooby-Doo! and the Samurai Sword                                  | direct-to-video          | 7 kwietnia 2009      |
| W Tokio Tajemnicza Spółka usiłuje powstrzymać ducha samuraja przed zdobyciem Ostrza Zagłady. |                                                            |                                                                    |                          |                      |
| 18 | Scooby Doo: Abrakadabra-Doo                                | Scooby-Doo! Abracadabra-Doo                                        | direct-to-video          | 16 lutego 2010       |
| Tajemnicza Spółka odwiedza siostrę Velmy, która studiuje na akademii magii. Szkoła jest nawiedzona przez gryfona. |                                                            |                                                                    |                          |                      |
| 19 | Scooby Doo: Wakacje z duchami                              | Scooby-Doo! Camp Scare                                             | direct-to-video          | 14 września 2010     |
| Członkowie Tajemniczej Spółki przyjeżdżają na letni obóz Mały Łoś, gdzie mają pracować jako opiekunowie. Stwory z obozowych historii zaczynają ożywać.                                                                                       |                                                            |                                                                    |                          |                      |
| 20 | Scooby Doo: Epoka Pantozaura                               | Scooby-Doo! Legend of the Phantosaur                               | direct-to-video          | 6 września 2011      |
| Wizytę Tajemniczej Spółki w spa zakłóca pojawienie się Pantozaura, legendarnego dinozaura mającego strzec skarbów w pustynnych jaskiniach.                                                                                                   |                                                            |                                                                    |                          |                      |
| 21 | Scooby Doo: Pogromcy wampirów                              | Scooby-Doo! Music of the Vampire                                   | direct-to-video          | 13 marca 2012        |
| Tajemnicza Spółka udaje się na zjazd wampirów. Jeden z nich wybiera Daphne na swoją żonę. |                                                            |                                                                    |                          |                      |
| 22 | Scooby Doo: Wielka draka wilkołaka                         | Big Top Scooby-Doo!                                                | direct-to-video          | 9 października 2012  |
| Tajemnicza Spółka rozwiązuje zagadkę wilkołaka, który grasuje w obwoźnym cyrku, zamieniając wykonawców w wilkołaki. |                                                            |                                                                    |                          |                      |
| 23 | Scooby Doo: Maska Błękitnego Sokoła                        | Scooby-Doo! Mask of the Blue Falcon                                | direct-to-video          | 26 lutego 2013       |
| Tajemnicza Spółka udaje się na Zjazd Komiksomaniaków. Wraz z Błękitnym Sokołem i Dynamopsem muszą powstrzymać Mr. Hyde’a przed zepsuciem zjazdu.                                                                                             |                                                            |                                                                    |                          |                      |
| 24 | Scooby Doo: Upiór w operze                                 | Scooby-Doo! Stage Fright                                           | direct-to-video          | 20 sierpnia 2013     |
| Fred i Daphne biorą udział w konkursie talentów, który zakłóca pojawienie się upiora. |                                                            |                                                                    |                          |                      |
| 25 | Scooby Doo: WrestleMania – Tajemnica ringu                 | Scooby-Doo! WrestleMania Mystery                                   | direct-to-video          | 25 marca 2014        |
| Tajemnicza Spółka wygrywa bilety na WrestleManię. Okazuje się, że impreza jest nawiedzona przez ducha niedźwiedzia. |                                                            |                                                                    |                          |                      |
| 26 | Scooby-Doo! Frankenstrachy                                 | Scooby-Doo! Frankencreepy                                          | direct-to-video          | 19 sierpnia 2014     |
| Tajemnicza Spółka przybywa do Transylwanii, gdzie Velma dziedziczy po swoim krewnym zamek. Okazuje się, że posiadłość jest nawiedzona przez ducha.                                                                                           |                                                            |                                                                    |                          |                      |
| 27 | Scooby-Doo!: Pora księżycowego potwora                     | Scooby-Doo! Moon Monster Madness                                   | direct-to-video          | 17 lutego 2015       |
| Tajemnica Spółka wygrywa w loterii bilety na lot w kosmos. Na statek kosmiczny, który lecą, dostaje się kosmita. |                                                            |                                                                    |                          |                      |
| 27 | Scooby-Doo i Kiss: Straszenie na scenie                    | Scooby-Doo! and Kiss: Rock and Roll Mystery                        | direct-to-video          | 21 lipca 2015        |
| Tajemnica Spółka i zespół Kiss usiłują powstrzymać wiedźmę, która zagraża światu i alternatywnemu wymiarowi o nazwie KISSteria. |                                                            |                                                                    |                          |                      |
| 28 | Lego Scooby-Doo: Nawiedzone Hollywood                      | Lego Scooby-Doo! Haunted Hollywood                                 | direct-to-video          | 10 maja 2016         |
| Tajemnica Spółka rozwiązuje sprawę studia filmowego w Hollywood, które jest nawiedzone przez potwory ze starych filmów. |                                                            |                                                                    |                          |                      |
| 30 | Scooby-Doo! i WWE: Potworny wyścig                         | Scooby-Doo! and WWE: Curse of the Speed Demon                      | direct-to-video          | 9 sierpnia 2016      |
| Tajemnica Spółka i wrestlerzy z WWE, którzy zaczęli uprawiać wyścigi samochodowe, badają sprawę upiornego Inferno. |                                                            |                                                                    |                          |                      |
| 31 | Scooby-Doo! Na Dzikim Zachodzie                            | Scooby-Doo! Shaggy’s Showdown                                      | direct-to-video          | 14 lutego 2017       |
| Duch kowboja będącego zaginionym krewnym Kudłatego nawiedza ranczo. |                                                            |                                                                    |                          |                      |
| 32 | Lego Scooby-Doo! Klątwa piratów                            | Lego Scooby-Doo! Blowout Beach Bash                                | direct-to-video          | 11 lipca 2017        |
| Wyjazd Tajemniczej Spółki nad morze zakłóca pojawienie się duchów piratów. |                                                            |                                                                    |                          |                      |
| 33 | Scooby-Doo! i Batman: Odważniaki i straszaki               | Scooby-Doo! & Batman: The Brave and the Bold                       | direct-to-video          | 9 stycznia 2018      |
| Tajemnicza Spółka łączy siły z Batmanem, którego prześladuje nierozwiązana sprawa z przeszłości. |                                                            |                                                                    |                          |                      |
| 34 | Scooby-Doo! spotyka ducha łasucha                          | Scooby-Doo! and the Gourmet Ghost                                  | direct-to-video          | 11 września 2018     |
| Tajemnicza Spółka i znany kucharz Bobby Flay rozwiązują sprawę czerwonego ducha. |                                                            |                                                                    |                          |                      |
| 35 | Scooby-Doo! i klątwa trzynastego ducha                     | Scooby-Doo! and the Curse of the 13th Ghost                        | direct-to-video          | 5 lutego 2019        |
| Vincent van Ghoul wzywa Tajemniczą Spółkę do schwytania trzynastego ducha z magicznego kufra (przedstawionego w serialu 13 demonów Scooby Doo).                                                                                              |                                                            |                                                                    |                          |                      |
| 36 | Scooby-Doo! Powrót na Wyspę Zombie                         | Scooby-Doo! Return to Zombie Island                                | direct-to-video          | 21 lipca 2019        |
| Tajemnicza Spółka trafia ponownie na nawiedzoną wyspę z filmu Scooby Doo na Wyspie Zombie. |                                                            |                                                                    |                          |                      |
| 37 | Scooby-Doo!                                                | Scoob!                                                             | kinowy / direct-to-video | 15 maja 2020         |
| Błękitny Sokół prosi Kudłatego i Scooby’ego o pomoc w pokonaniu Dicka Dastardly’ego przed wywołaniem apokalipsy. |                                                            |                                                                    |                          |                      |
| 38 | Scooby-Doo! Wesołego Halloween                             | Happy Halloween, Scooby-Doo!                                       | direct-to-video          | 6 października 2020  |
| Działka z dyniami zostaje skażona toksycznym szlamem, w wyniku czego powstają latające dyniowe lampiony i upiorna dynia. |                                                            |                                                                    |                          |                      |
| 39 | Scooby-Doo! i legenda miecza                               | Scooby-Doo! The Sword and the Scoob                                | direct-to-video          | 23 lutego 2021       |
| Tajemnicza Spółka zostaje przeniesiona do czasów Camelotu. Kudłaty przypadkowo uwalnia Excalibur, który powoduje chaos w krainie. |                                                            |                                                                    |                          |                      |
| 40 | Nieemitowany w Polsce                                      | Straight Outta Nowhere: Scooby-Doo! Meets Courage the Cowardly Dog | direct-to-video          | 14 września 2021     |
| Tajemnicza Spółka trafia do miasteczka Nigdzie, gdzie mieszkają bohaterowie serialu Chojrak – tchórzliwy pies. |                                                            |                                                                    |                          |                      |
| 41 | Scooby-Doo! Cukierek albo psikus                           | Trick or Treat Scooby-Doo!                                         | direct-to-video          | 18 października 2022 |
| 42 | Scooby-Doo i Superpies!                                    | Scooby-Doo! & Krypto, Too!                                         | direct-to-video          | 26 września 2023     |

### Aktorskie
| Nr | Tytuł                                       | Tytuł oryginalny                      | Typ filmu       | Data premiery        |
| --- | ------------------------------------------- | ------------------------------------- | --------------- | -------------------- |
| 1 | Scooby-Doo                                  | Scooby-Doo                            | kinowy          | 14 czerwca 2002      |
| Dla lata po rozpadzie członkowie Tajemniczej Spółki zostają zaproszeni przez Emile’a Mondavariousa na jego wyspę. Mondavarious chce, by się pogodzili i pomogli rozwiązać zagadkę niewyjaśnionych zjawisk paranormalnych na wyspie. |                                             |                                       |                 |                      |
| 2 | Scooby-Doo 2: Potwory na gigancie           | Scooby-Doo 2: Monsters Unleashed      | kinowy          | 26 marca 2004        |
| W Coolsville zostaje otwarte Muzeum Kryminologii z przebraniami potworów, których schwytała Tajemnicza Spółka. Zamaskowany Człowiek porywa stroje i je ożywia, obarczając winą Scooby’ego i jego przyjaciół.                        |                                             |                                       |                 |                      |
| 3 | Scooby-Doo: Strachy i patałachy             | Scooby-Doo! The Mystery Begins        | telewizyjny     | 13 września 2009     |
| Członkowie Tajemniczej Spółki muszą oczyścić swoje imię w obliczu oskarżeń o urządzanie w szkole upiornych żartów. |                                             |                                       |                 |                      |
| 4 | Scooby-Doo: Klątwa potwora z głębin jeziora | Scooby-Doo! Curse of the Lake Monster | telewizyjny     | 16 października 2010 |
| Tajemnicza Spółka bada sprawę potwora z jeziora. Ponadto w grupie dochodzi do kłótni: między będącymi w związku Fredem i Daphne oraz między Scoobym a Kudłatym o uczucia do Velmy.                                                  |                                             |                                       |                 |                      |
| 5 | Daphne i Velma                              | Daphne & Velma                        | direct-to-video | 22 maja 2018         |
| Daphne i Velma poznają się przez internet. Gdy Daphne zaczyna naukę w szkole Velmy, najmądrzejsi uczniowie zaczynają znikać, a następnie zmieniać się w zombie.                                                                     |                                             |                                       |                 |                      |

### Kukiełkowe
| Nr                                                                                  | Tytuł                               | Tytuł oryginalny                        | Typ filmu       | Data premiery |
| ----------------------------------------------------------------------------------- | ----------------------------------- | --------------------------------------- | --------------- | ------------- |
| 1                                                                                   | Scooby-Doo! Wyprawa po mapę skarbów | Scooby-Doo! Adventures: The Mystery Map | direct-to-video | 21 lipca 2013 |
| Członkowie Tajemniczej Spółki znajdują mapę, według której zaczynają szukać skarbu. |                                     |                                         |                 |               |

## Odcinki specjalne
| Nr | Tytuł                                                                | Tytuł oryginalny                     | Typ odcinka                   | Data premiery        |
| --- | -------------------------------------------------------------------- | ------------------------------------ | ----------------------------- | -------------------- |
| 1 | Scooby Doo podbija Hollywood                                         | Scooby Goes Hollywood                | telewizyjny (ABC)             | 23 grudnia 1979      |
| Kudłaty i Scooby są gwiazdami telewizyjnymi. Przyjaciele dochodzą do wniosku, że zasługują na lepsze programy.                                              |                                                                      |                                      |                               |                      |
| 2 | Nieemitowany w Polsce                                                | The Scooby-Doo Project               | telewizyjny (Cartoon Network) | 31 października 1999 |
| Found footage przedstawia wydarzenia związane z zaginięciem Tajemniczej Spółki w lesie.                                                                     |                                                                      |                                      |                               |                      |
| 3 | Nieemitowany w Polsce                                                | Night of the Living Doo              | telewizyjny (Cartoon Network) | 31 października 2001 |
| Tajemnicza Spółka i Gary Coleman trafiają do nawiedzonego zamku należącego do Davida Crossa.                                                                |                                                                      |                                      |                               |                      |
| 4 | Scooby Doo: Upiorne igrzyska                                         | Scooby-Doo! Spooky Games             | direct-to-video               | 17 lipca 2012        |
| Tajemnicza Spółka przygotowuje się do udziału w mistrzostwach świata w lekkoatletyce. Impreza może się nie odbyć z powodu ożycia starożytnego posągu.       |                                                                      |                                      |                               |                      |
| 5 | Scooby Doo: Upiorna gwiazdka                                         | Scooby-Doo! Spooky Games             | direct-to-video               | 16 października 2012 |
| Świąteczną paradę, w której biorze udział Scooby z przyjaciółmi, zakłóca pojawienie się ducha bałwana.                                                      |                                                                      |                                      |                               |                      |
| 6 | Scooby Doo i upiorny strach na wróble (lub Scooby Doo i polny upiór) | Scooby-Doo! and the Spooky Scarecrow | direct-to-video               | 10 września 2013     |
| Tajemnicza Spółka szykuje się do obchodów Halloween w farmerskiej miejscowości. Okoliczne pola kukurydzy są nawiedzone przez strach na wróble.              |                                                                      |                                      |                               |                      |
| 7 | Scooby Doo: Mechaniczny pies                                         | Scooby-Doo! Mecha Mutt Menace        | direct-to-video               | 24 września 2013     |
| Tajemnicza Spółka bierze udział w targach naukowych w Centrum Kosmicznym. Naukowcy tracą kontrolę nad robotem zaprojektowanym do badania powierzchni Marsa. |                                                                      |                                      |                               |                      |
| 8 | Scooby Doo: Koszmarne bramki (lub Scooby Doo i koszmarne bramki)     | Scooby-Doo! Ghastly Goals            | direct-to-video               | 13 maja 2014         |
| Tajemnicza Spółka udaje się do Brazylii na mistrzostwa w piłce nożnej. Mityczny Eszu grozi, że nie dopuści do odbycia meczu.                                |                                                                      |                                      |                               |                      |
| 9 | Scooby Doo i plażowy potwór                                          | Scooby-Doo! and the Beach Beastie    | direct-to-video               | 5 maja 2015          |
| Tajemnicza Spółkę bada sprawę morskiego potwora, który nawiedza kurort na Florydzie.                                                                        |                                                                      |                                      |                               |                      |
| 10 | Scooby Doo i Czarny Rycerz                                           | Lego Scooby-Doo! Knight Time Terror  | telewizyjny (Cartoon Network) | 25 listopada 2015    |
| Tajemnicza Spółkę rozwiązuje zagadkę Czarnego Rycerza, który nie chce nikogo dopuścić do skarbu w rezydencji Grimsley.                                      |                                                                      |                                      |                               |                      |
| 11 | Nieemitowany w Polsce                                                | Scooby-Doo, Where Are You Now!       | telewizyjny (The CW)          | 29 października 2021 |
| Tajemnicza Spółka wspomina w wywiadzie z Janel Parrish swoje ulubione zagadki.                                                                              |                                                                      |                                      |                               |                      |

## Filmy krótkometrażowe
| Nr | Tytuł                                           | Typ                           | Data premiery                    |
| --- | ----------------------------------------------- | ----------------------------- | -------------------------------- |
| 1 | Scooby-Doo: Behind the Scenes                   | telewizyjne (Cartoon Network) | 24 października 1998             |
| Seria 8 filmów krótkometrażowych, w których Tajemnicza Spółka zdradza kulisy swojej pracy.                                                                            |                                                 |                               |                                  |
| 2 | Scooby-Doo/Courage the Cowardly Dog             | telewizyjne (Cartoon Network) | 23–26 października 2000          |
| Seria 19 filmów krótkometrażowych, przedstawiających spotkania Tajemniczej Spółki z bohaterami serialu Chojrak – tchórzliwy pies.                                     |                                                 |                               |                                  |
| 3 | An Evening with the Scooby-Doo Gang             | direct-to-video               | 8 lutego 2005                    |
| Film krótkometrażowy wydany jako dodatek do DVD z filmem Aloha, Scooby Doo. Tajemnicza Spółka udziela w nim wywiadu na żywo.                                          |                                                 |                               |                                  |
| 4 | The Hanna-Barbera Kennel Club Roasts Scooby-Doo | direct-to-video               | 15 sierpnia 2006                 |
| Film krótkometrażowy wydany jako dodatek do DVD z serialem Nowy Scooby Doo. Bohaterowie kreskówek studia Hanna-Barbera wyśmiewają w nich przygody Tajemniczej Spółki. |                                                 |                               |                                  |
| 5 | Lego Scooby-Doo                                 | internetowe (YouTube)         | 30 lipca 2015 – 26 kwietnia 2016 |
| Seria 16 filmów krótkometrażowych zrealizowanych animacją poklatkową z użyciem klocków Lego.                                                                          |                                                 |                               |                                  |
| 6 | Scooby-Doo!                                     | internetowy (YouTube)         | 29 września 2015                 |
| Film w formie zwiastuna gry Lego Dimensions. |                                                 |                               |                                  |
| 7 | Scooby-Doo! Mystery Cases                       | internetowe (YouTube)         | 25 stycznia – 9 listopada 2018   |
| Seria 14 filmów krótkometrażowych zrealizowanych animacją poklatkową z użyciem klocków Lego.                                                                          |                                                 |                               |                                  |
| 8 | Scooby-Doo! Mini-Mysteries                      | internetowe (YouTube)         | 15 lutego – 23 sierpnia 2019     |
| Seria 3 filmów krótkometrażowych zrealizowanych animacją poklatkową z użyciem klocków Lego.                                                                           |                                                 |                               |                                  |
| 9 | Scooby-Doo! Playmobil Mini Mysteries            | internetowe (YouTube)         | 24 i 31 stycznia 2020            |
| Seria 2 filmów krótkometrażowych zrealizowanych animacją poklatkową z użyciem klocków Lego.                                                                           |                                                 |                               |                                  |

## Odcinki crossoverowe
| Nr | Tytuł                                                   | Tytuł oryginalny                             | Serial                          | Data premiery        |
| --- | ------------------------------------------------------- | -------------------------------------------- | ------------------------------- | -------------------- |
| 1 | Nieemitowany w Polsce                                   | Everyone Hyde!                               | Dynomutt, Dog Wonder            | 11 września 1976     |
| 2 | Nieemitowany w Polsce                                   | What Now, Lowbrow?                           | Dynomutt, Dog Wonder            | 18 września 1976     |
| 3 | Nieemitowany w Polsce                                   | The Wizard of Ooze                           | Dynomutt, Dog Wonder            | 13 listopada 1976    |
| 4 | Bravo Dooby Doo                                         | Bravo Dooby-Doo                              | Johnny Bravo                    | 21 lipca 1997        |
| 5 | W noc wigilijną                                         | Twas the Night                               | Johnny Bravo                    | 4 sierpnia 1997      |
| 6 | Nieemitowany w Polsce                                   | Shaggy Busted                                | Harvey Birdman, Attorney at Law | 7 lipca 2002         |
| 7 | Bat-Mite Przedstawia: Najdziwniejsze Przypadki Batmana! | Bat-Mite Presents: Batman’s Strangest Cases! | Batman: Odważni i bezwzględni   | 1 kwietnia 2011      |
| 8 | Nieemitowany w Polsce                                   | Downton Shaggy                               | Mad                             | 12 sierpnia 2013     |
| 9 | Scooby Doo nie z tego świata (lub Ze świata Scooby Doo) | Scoobynatural                                | Nie z tego świata               | 29 marca 2018        |
| Historia przedstawiona w odcinku jest rozszerzoną wersją fabuły zawartej w 16 odcinku serialu Scooby Doo, gdzie jesteś? pt. Milion w spadku po upiornym dziadku, opowiedzianą z punktu widzenia bohaterów serialu Supernatural. |                                                         |                                              |                                 |                      |
| 10 | Potworna imprezka                                       | Monster Party                                | OK K.O.! Po prostu walcz        | 21 października 2018 |
| 11 | Potyczki kreskówki                                      | Cartoon Feud                                 | Młodzi Tytani: Akcja!           | 4 października 2019  |
| 12 | Czołówka                                                | Intro                                        | Młodzi Tytani: Akcja!           | 23 września 2023     |
| 13 14 | Stulecie Warner Brothers (Część 1-2)                    | Warner Bros. 100th Anniversary (Part 1-2)    | Młodzi Tytani: Akcja!           | 14 października 2023 |
| 15 | Nocne wagary                                            | Frankenhooky                                 | Jellystone!                     | 22 lutego 2024       |